# Centre William-Rappard
Pour les articles homonymes, voir Rappard.
Le Centre William-Rappard, situé dans le parc homonyme, dans la ville de Genève, en Suisse, a été construit entre 1923 et 1926 pour héberger le Bureau international du travail (BIT). C'était le premier bâtiment conçu pour abriter une organisation internationale à Genève. En 1975, le BIT a déménagé au Grand-Saconnex et, en 1977, le Centre William-Rappard a été occupé par le secrétariat de l'Accord général sur les tarifs douaniers et le commerce (GATT), le Haut Commissariat des Nations unies pour les réfugiés, et la bibliothèque de l'Institut de hautes études internationales et du développement. En 1995, l'Organisation mondiale du commerce (OMC) a remplacé le GATT et est devenu le principal occupant du Centre William-Rappard.

## Histoire

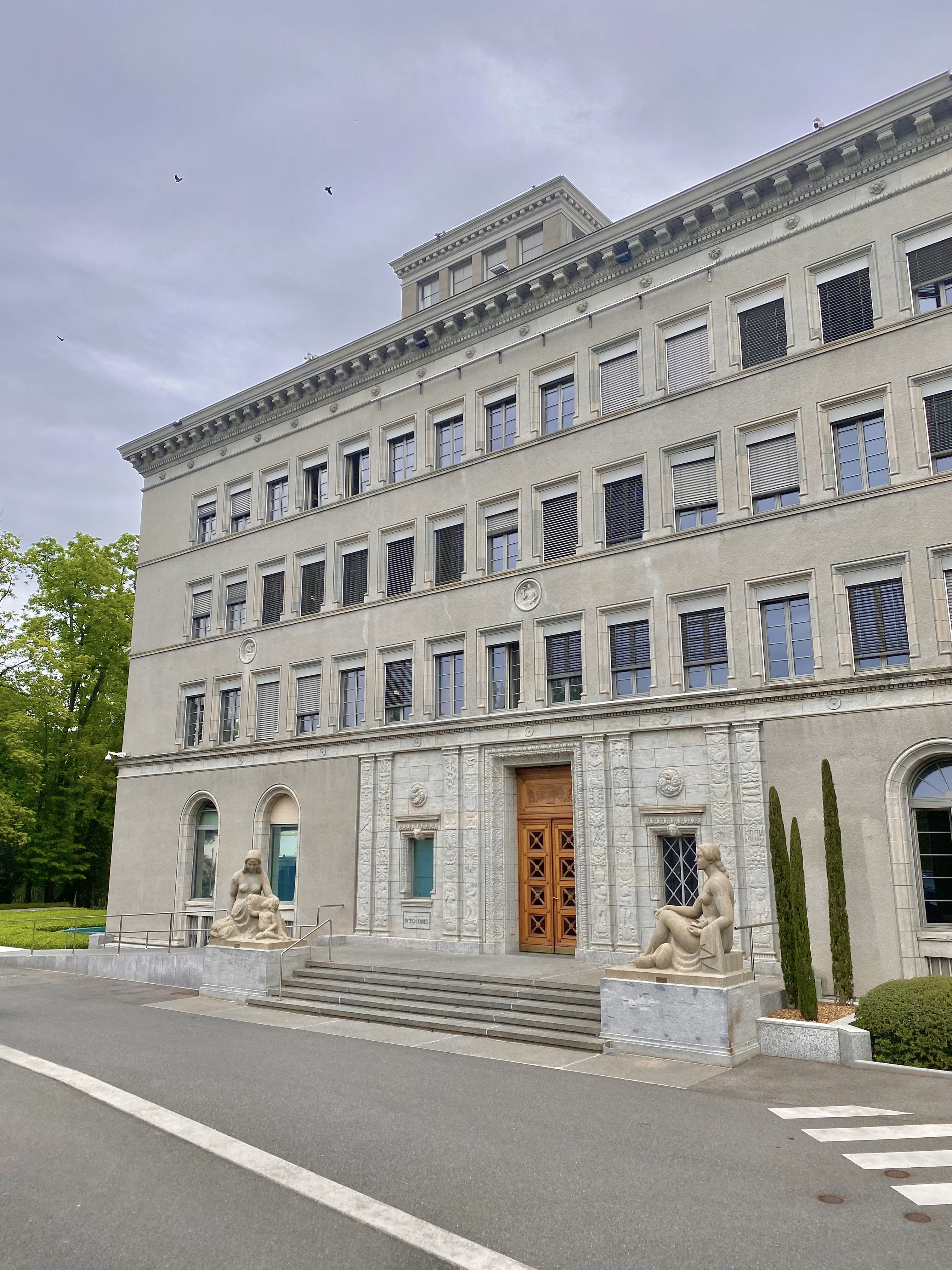
Entrée principale.

À l'origine, le site du Centre William-Rappard faisait partie d'un domaine constitué des propriétés Rappard et Bloch, et comprenait deux édifices. La Villa Rappard a été construite en 1785. La Villa Bloch a été démolie en 1957 pour permettre la construction de l'aile sud du Centre William-Rappard. La Villa Rappard et le terrain situé au nord du site original ont été acquis par le BIT en 1963. La Confédération suisse a acheté le domaine en 1921 et en a fait don à la Société des Nations en 1923. Au cours de cette même année, l'architecte suisse Georges Épitaux (1873-1957) a été mandaté pour construire le nouveau siège du BIT. La construction a duré trois ans et le nouveau bâtiment a été inauguré le 6 juin 1926. Des ailes ont été ajoutées au nord-est (1937), au sud-ouest (1938), au sud (1951) et au sud-est (1957). En 1975, le BIT a déménagé au Grand Saconnex voisin et, en 1977, le bâtiment a été baptisé Centre William-Rappard, du nom du diplomate suisse William Rappard (1883-1958), et il a été occupé par le Secrétariat du GATT, le Haut Commissariat des Nations unies pour les réfugiés, et la bibliothèque de l'Institut de hautes études internationales et du développement.

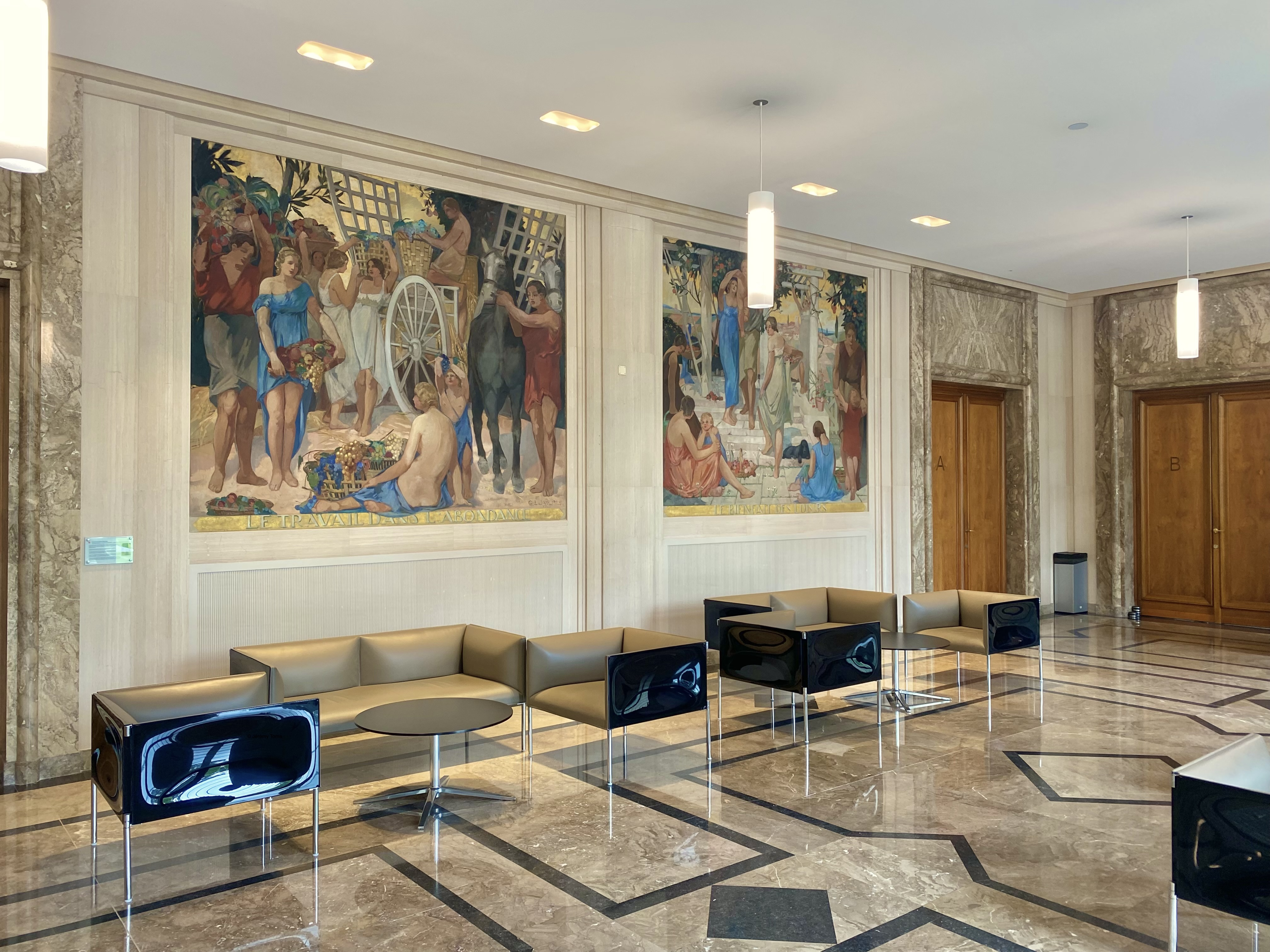
Salle des Pas-Perdus.

En 1995, le Centre est devenu le siège de l'Organisation mondiale du commerce (OMC) et abrite en particulier ses archives. En 1998, un centre de conférence a été construit le long de la rue de Lausanne. En 2007, à la suite de recherches dans les archives du BIT et dans le bâtiment de l'OMC, différentes œuvres d'art dissimulées ont été redécouvertes et exposées aux visiteurs. Le Centre William Rappard appartient à la Confédération suisse et au canton de Genève, par l'intermédiaire de leur Fondation des immeubles pour les organisations internationales (FIPOI). En 2008, une rénovation majeure et une nouvelle extension du bâtiment ont été approuvées par la Confédération suisse. Les travaux ont commencé en 2009, dans le but de construire une extension offrant 300 nouvelles places de travail au minimum (surface brute de plancher de 11 000 à 13 000 m² et un parking souterrain de 200 places).
À la suite de l'approbation des autorités fédérales suisses, la ville de Genève a approuvé, le 6 avril 2009, l'extension du Centre William-Rappard. Les travaux prévoient des modifications importantes des cours intérieures et la construction d'une nouvelle aile sur l'emplacement actuel du parking sud. Des installations de sécurité sont également prévues, y compris un périmètre dans le parc côté lac. Les travaux devraient s'achever en 2012, 350 places de travail venant ainsi s'ajouter aux 750 places actuelles. Le budget s'élève à 130 millions de francs suisses (70 provenant de la Confédération suisse et 60 d'un prêt de la FIPOI). Le Conseil municipal a approuvé l'extension, avec 50 voix en faveur et 17 voix contre, ces dernières incluant les voix de À gauche toute ! Genève et de l'UDC. Christian Zaugg et Pierre Vanek de "À gauche toute" ont précisé qu'un référendum aurait lieu afin de s'opposer à la construction. Contre l'avis de la majorité des responsables politiques genevois, y compris le Conseiller d'État chargé du Département des constructions municipales et cantonales, Mark Muller du Parti libéral, et Sandrine Salerno du Parti socialiste, les organisateurs du référendum ont obtenu 6 919 signatures soutenant leur projet (le minimum requis étant de 4 000). Après vérification, 4022 signatures ont été validées. Le référendum a eu lieu le 27 septembre 2009, avec 61,8 % des votes à faveur de l'agrandissement du Centre William Rappard (39,5 % de taux de participation). "En acceptant ce projet, les Genevois ont montré leur attachement à une ville internationale et multiculturelle", a relevé la magistrate Sandrine Salerno.

## Description
L'édifice initial de Georges Épitaux était conçu sur le modèle d'une villa florentine classique avec une cour intérieure, une grande entrée et un escalier monumental dans le hall d'entrée principal. La première construction faisait 86,30 x 33,80 mètres et le sommet de la coupole centrale était à 32 mètres au-dessus du niveau du sol. Le bâtiment était entièrement construit en ciment, avec certaines zones comprenant aussi du granit du Tessin et du grès de Würenlos (Argovie). Georges Épitaux a engagé des sculpteurs et des artisans renommés, y compris Luc Jaggi (1887-1976), Maurice Sarki (Sarkissoff) (1882-1946), León Perrin (1886-1978), Jaroslav Horejc (1886-1983), et bien d'autres. Immédiatement après la Seconde Guerre mondiale, il a été chargé de construire deux extensions au nord et au sud du bâtiment initial. Des formes géométriques et des décorations symboliques ont été utilisées dans les extensions pour donner une cohérence esthétique.

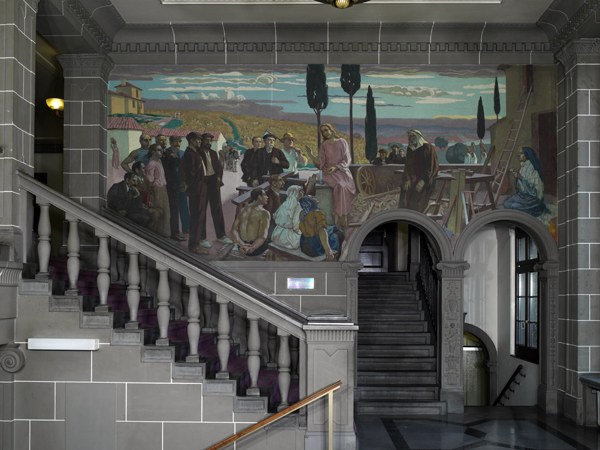
La Dignité du Travail, par Maurice Denis, 1928

Le Centre William-Rappard abrite aussi une collection d'œuvres d'art qui, pour la plupart, sont des dons de gouvernements et d'institutions membres du BIT. Parmi celles-ci se trouvent La dignité du travail (1928) de Maurice Denis, une fresque de Seán Keating sur le travail (1961), des panneaux en faïence de Jorge Colaço Vendanges, Labour et Pêche (1928), les statues Paix et Justice (1925) de Luc Jaggi, le panneau mural en céramique de Delft (1926) d'Albert Hahn Jr, les peintures murales Dans la joie universelle, Le Travail dans l'abondance et Le Bienfait des loisirs (1940) de Gustave Louis Jaulmes, les peintures murales sur le travail (1955) de Dean Cornwell, la peinture Pygmalion (1925) d'Eduardo Chicharro y Agüera, et la fontaine L'enfant au poisson (ou L'enfant en robe bleue) (1926) de Gilbert Bayes.
Différents cas de suppression d’œuvres d’art eurent lieu au Centre William Rappard. Le Vitrail de Genève (1930) de Harry Clarke, commande du gouvernement irlandais en guise de cadeau pour le BIT, ne fut jamais envoyé à Genève ; Pygmalion de Eduardo Chicharro y Agüera fut recouvert en 1936 et demeurera caché durant 70 ans. D’autres œuvres d’art ont été retirées, recouvertes ou détruites, comme par exemple Building the Future d’Albert Hahn Jr., les murales La paix triomphante de Gustave Louis Jaulmes ainsi que les murales sur le travail (les trois œuvres enlevées par le Secrétariat du GATT en 1975) de Dean Cornwell (la plupart d’entre elles furent recouvertes, restaurées et placées dans leurs emplacements d’origine lors de la rénovation du bâtiment de 2008 à 2013). En 2019, la peinture de caricature In GATT we Trust de Claude Namy, fut retirée et on ne l’exposa plus publiquement.

## Critique

### Référendum à Genève pour un nouveau bâtiment
À la suite de l’approbation des autorités fédérales suisses, le 6 avril 2009, la ville de Genève dit oui à l’expansion du Centre William Rappard. Les travaux impliquaient d’importantes modifications dans les cours intérieures ainsi que la construction d’une nouvelle aile à l’endroit où était situé le parking sud. En suivant les normes suisses pour la protection des organisations internationales et des fonctionnaires gouvernementaux étrangers, des installations de sécurité furent mises en place, y compris une clôture périmétrale autour du bâtiment. Le conseil municipal approuva l’expansion, avec 50 votes en faveur et 17 contre, ces derniers incluant les partis A gauche toute ! et l’UDC. Christian Zaugg et Pierre Vanek d’ À gauche toute ! avançaient l’idée selon laquelle un référendum aurait lieu pour s’opposer à la construction. En dépit des recommandations de la plupart des dirigeants politiques genevois, y compris le responsable des constructions municipales et cantonales Mark Muller du parti libéral et Sandrine Salerno du parti socialiste, les organisateurs du référendum obtinrent 6 919 signatures soutenant leur projet (le minimum étant fixé à 4 000). Toutefois, après vérification, seulement 4 022 signatures furent validées.[6] Le référendum eut lieu le 27 Septembre 2009, avec 61,8 % de votants en faveur de l’expansion du Centre William Rappard (avec un taux de participation de 39,5 %). Sandrine Salerno déclara qu’ "en acceptant ce projet, les Genevois montrent leur engagement envers leur ville internationale et son multiculturalisme". Le Directeur général Pascal Lamy affirma que les résultats du référendum "will encourage us to extend our outreach to you even further”.

### Suppression du tableau de Claude Namy

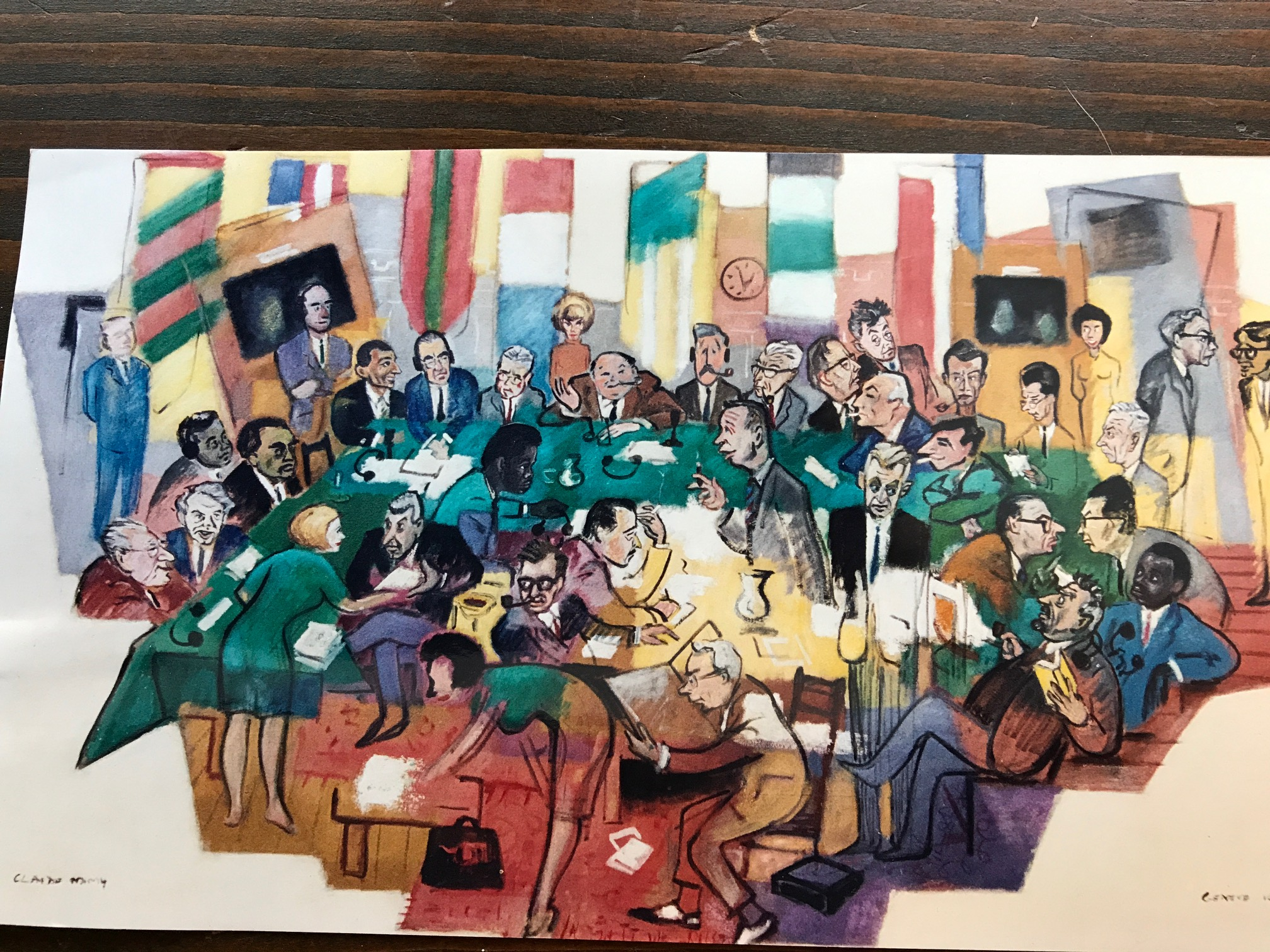
In GATT We Trust (1966) by Claude Namy

En octobre 2019, à la suite d'un débat passionné et d'une forte résistance de la part de beaucoup d’employés et de délégués de l’OMC, la peinture de caricature In GATT We Trust de l’interprète et artiste Claude Lamy fut retirée du hall d’entrée pour atterrir dans un dépôt au sous-sol. Le tableau (1.10 m de haut, 1.85 m de large, acrylique sur toile) date de 1966. Il s’agit d’une représentation humoristique d’une réunion au Secrétariat du GATT à Genève durant la période du Kennedy Round (1964-1967). On y voit le Directeur général Eric Wyndham White au bout d’une table en U, s’adressant à son public. Autour de la table sont assis des fonctionnaires du Secrétariat du GATT et des délégués des pays membres (les "parties contractantes") ainsi que des interprètes, des assistants, des secrétaires et des huissiers. Les quatre femmes, debout, assistent dans leur travail des ambassadeurs et fonctionnaires masculins. Au premier plan, le chef-interprète tient un dossier et lance subrepticement un regard sur les fesses d’une des assistantes féminines. L’intention humoristique est condensée dans la légende inscrite au-dessous de l’illustration, In GATT We Trust, paraphrase amusante de "In God We Trust", devise officielle des États-Unis d’Amérique et de la République du Nicaragua. Par ailleurs, l’artiste reproduisit la devise de sorte que la lettre majuscule “T” de Trust soit placée plus bas que le texte, le titre devenant du coup pour les lecteurs "in GATT we rust". Ce tableau "a été exposé durant 30 ans dans la petite cafétéria, aujourd’hui devenue la Salle Y. En 2007, on l’enleva pour qu’apparaisse à son tour Pygmalion d’Eduardo Chicharro. Le tableau fut ensuite placé dans l’entrée, puis à la suite des rénovations, dans la Salle des délégués. En 2013, on l'accrocha finalement dans la Salle B.  Dans le courant du mois de juin 2019, et dans le contexte du mouvement MeToo, des avis négatifs se manifestèrent parmi les membres du personnel. Le tableau fut retiré de la Salle B et placé par la suite au seuil du hall de l’entrée principale menant à la terrasse qui donne sur le lac. Après plusieurs discussions internes dont le sujet du débat dominant tournait autour du genre, le directeur général Roberto Azevêdo décréta que la peinture devait être enlevée ; chose faite le 2 octobre 2019. Ce cas de censure d’art fut par la suite suivi par Keith Rockwell de la Division de l’information et des relations avec les médias de l'OMC. Ce dernier demanda de supprimer ce qu’il considérait comme de l’information sensible dans un chapitre du manuscrit d’un livre consacré à la suppression de In GATT We Trust.

## Galerie de photos

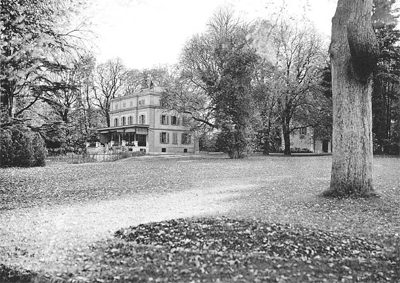
Villa Bloch (anciennement Rochefoucault).
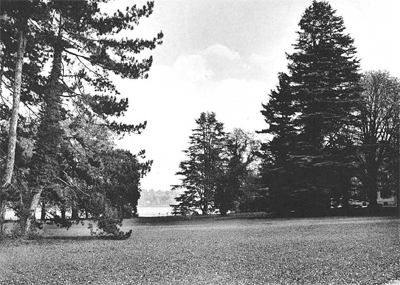
Parc du villa Bloch et lac Léman, ca. 1923.
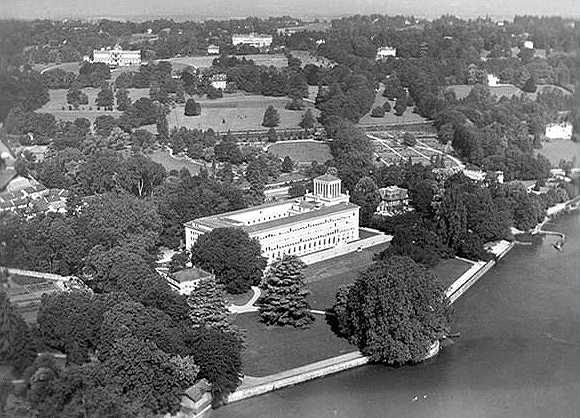
Photo aérienne, 1926.
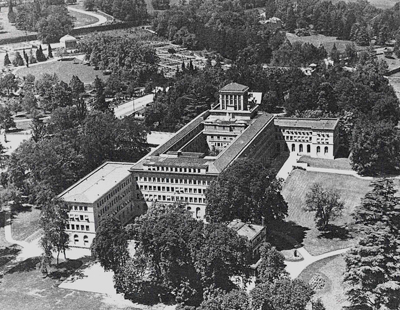
Photo aérienne, 1937.
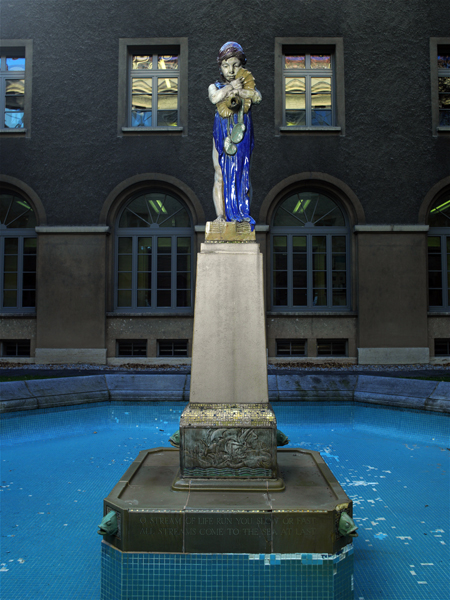
Cour intérieure, fontaine ornamentale.
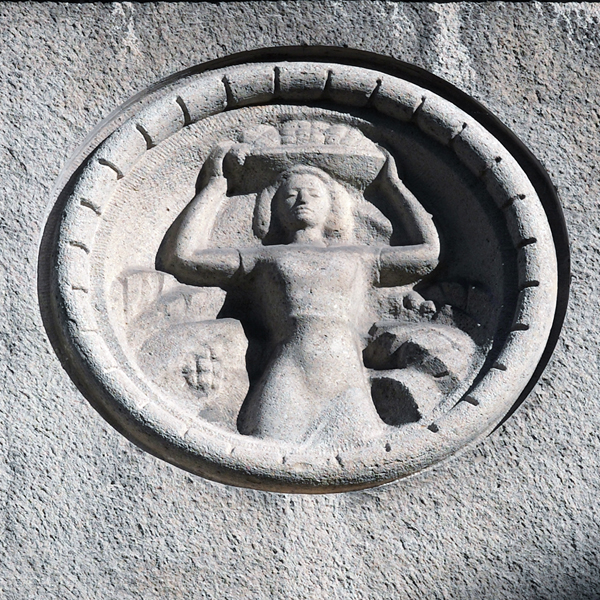
Ornements des façades.
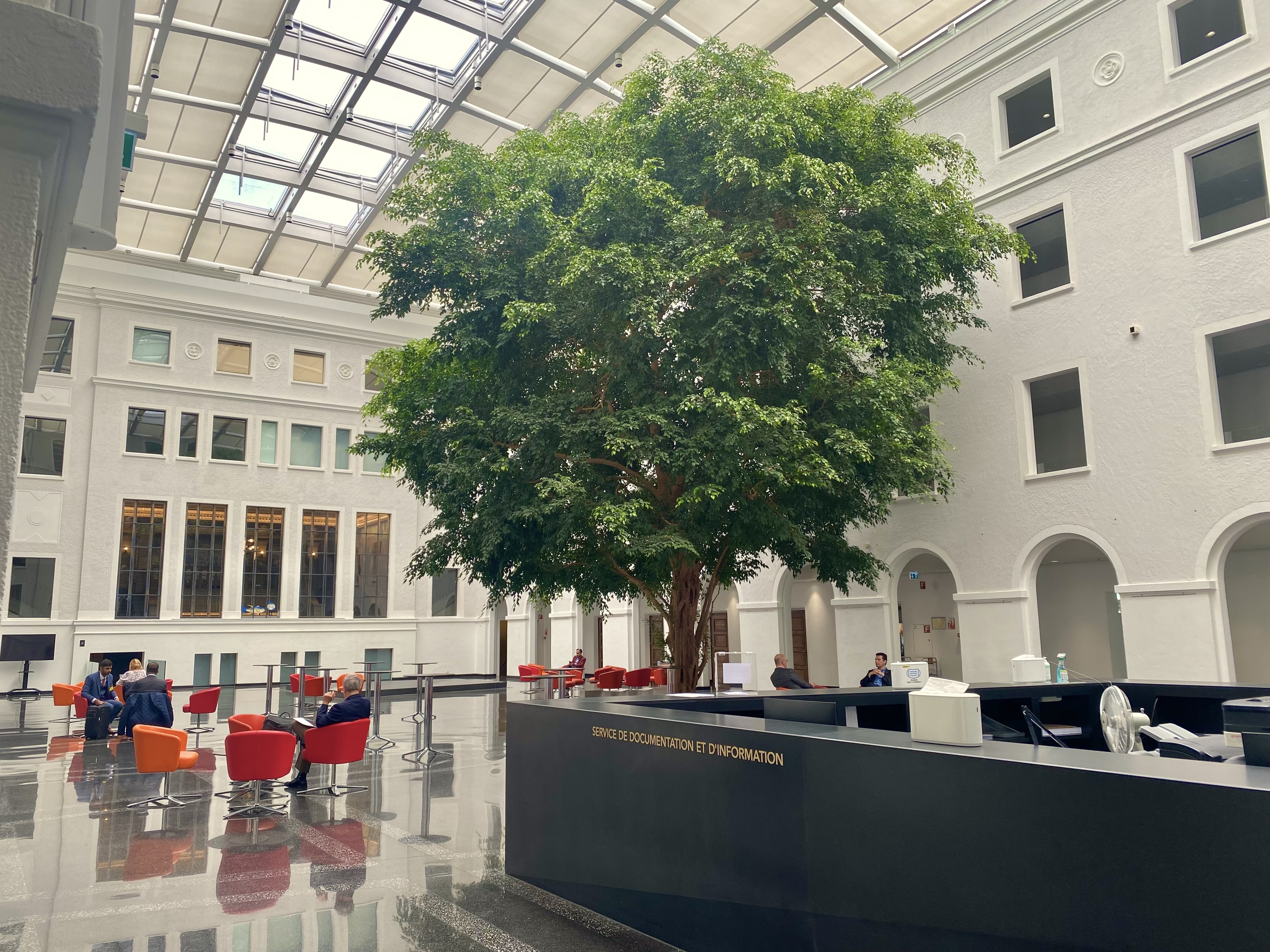
La cour intérieure couverte.
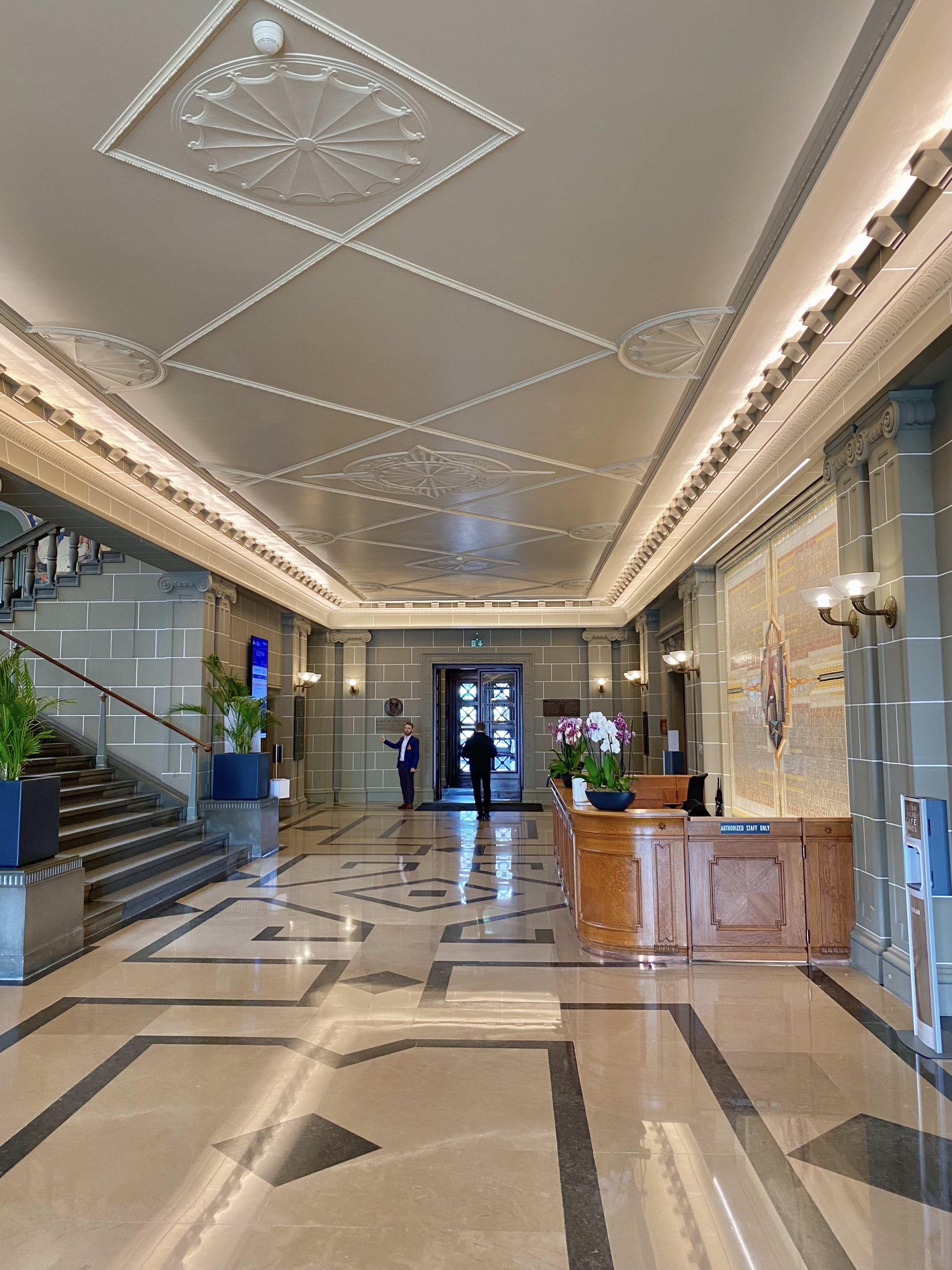
Hall de l'entrée principale.
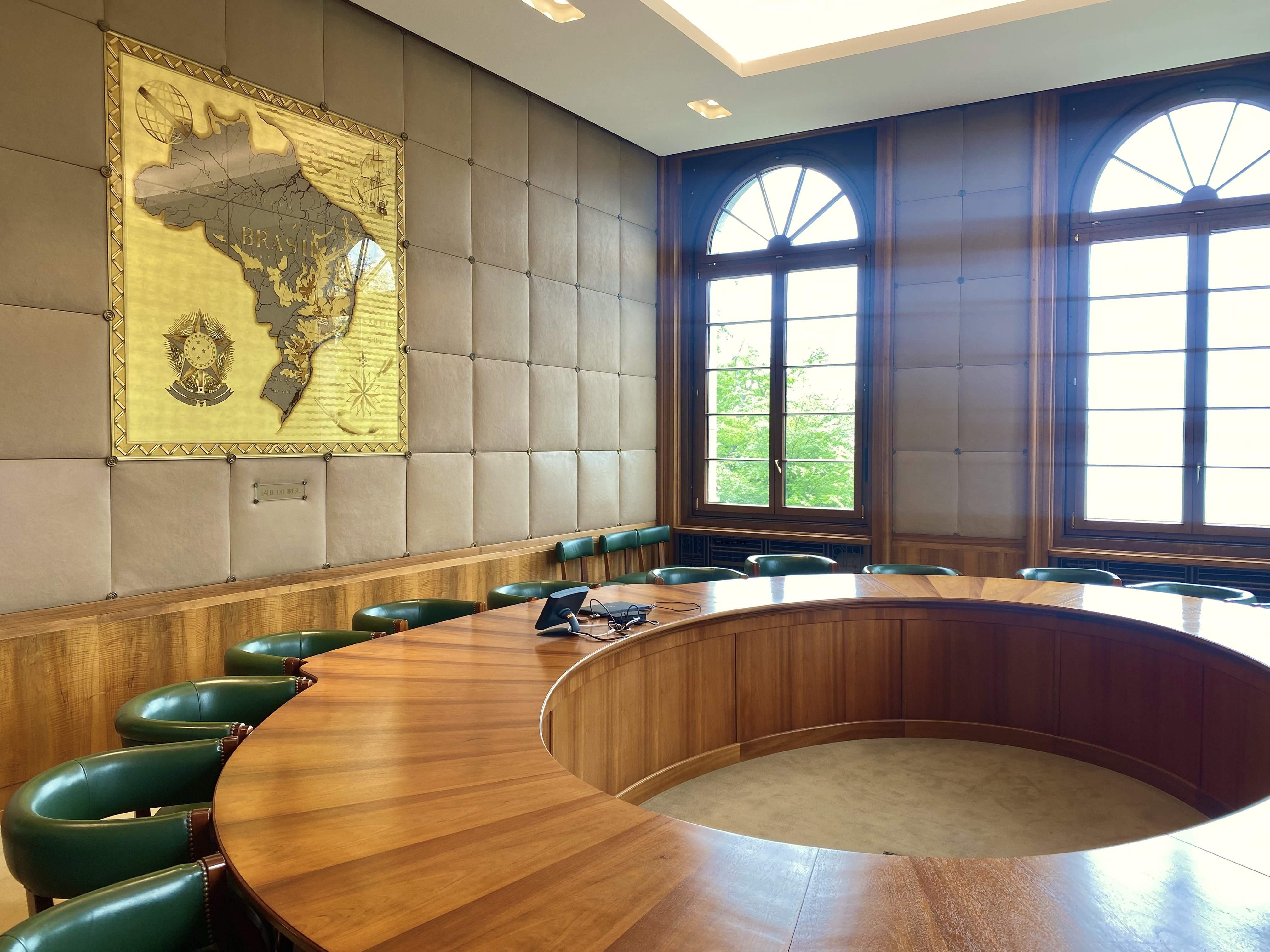
La salle du Brésil.
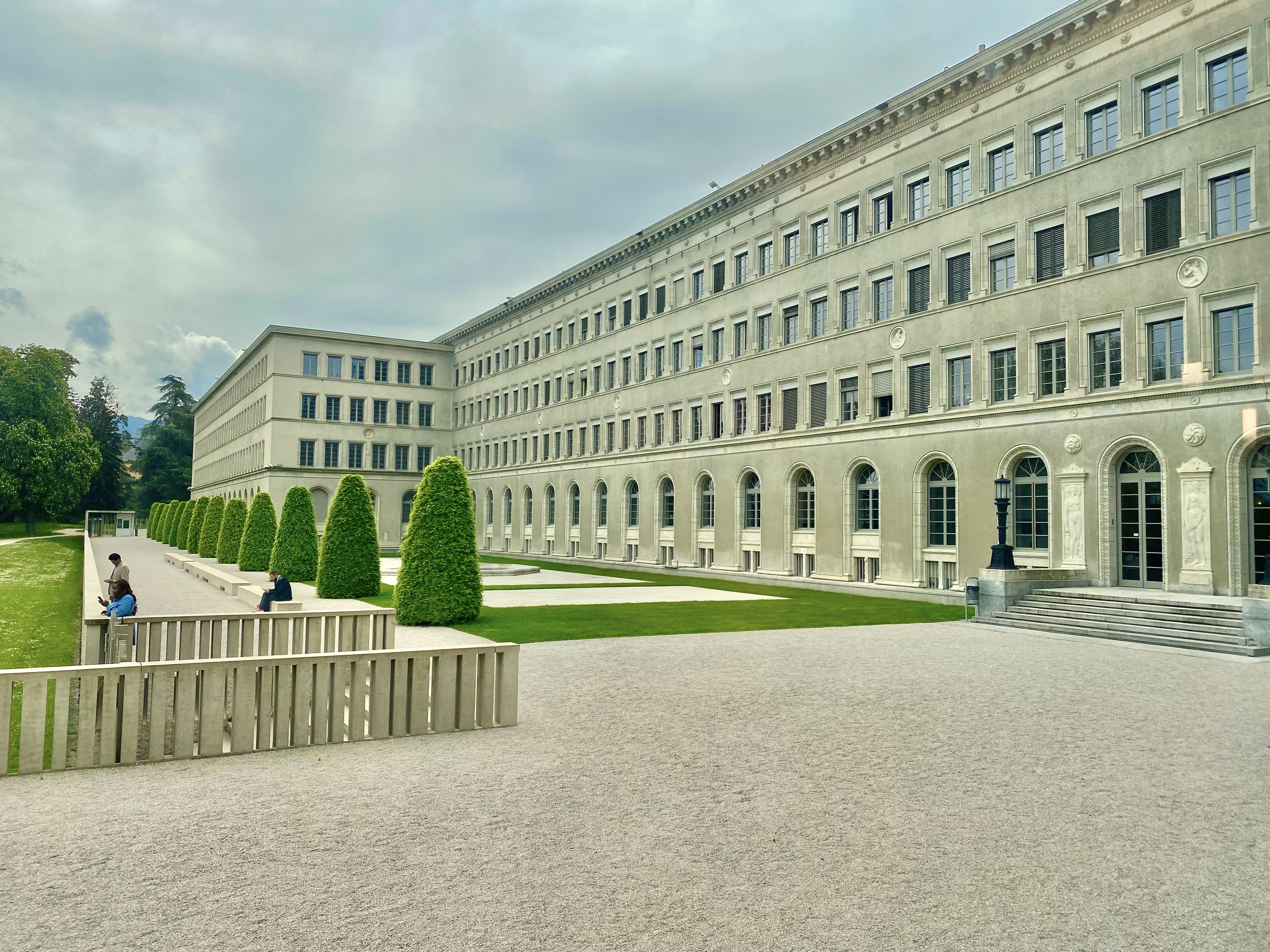
La façade du lac.